# Ishak Guebli
Ishak Guebli (en arabe : إسحاق قبلى) est un footballeur algérien né le 25 avril 1987 à Bordj El Kiffan dans la wilaya d'Alger. Il évolue au poste de défenseur central au NA Hussein Dey.

## Biographie
Ishak Guebli évolue en première division algérienne avec les clubs du CR Belouizdad, de l'USM El Harrach, du NA Hussein Dey, de l'USM Bel Abbès, et de l'US Biskra. Il dispute plus de 100 matchs en première division.
Il participe à la Coupe de la confédération en 2018 avec le club de l'USMBA. Il joue à cet effet deux matchs contre le club nigérian d'Enugu Rangers.

## Palmarès
| NA Hussein Dey - Championnat d'Algérie D2 : - Vice-champion : 2013-14. |  | USM Bel Abbès - Supercoupe d'Algérie (1) : - Vainqueur : 2018. |